# 쉬광핑

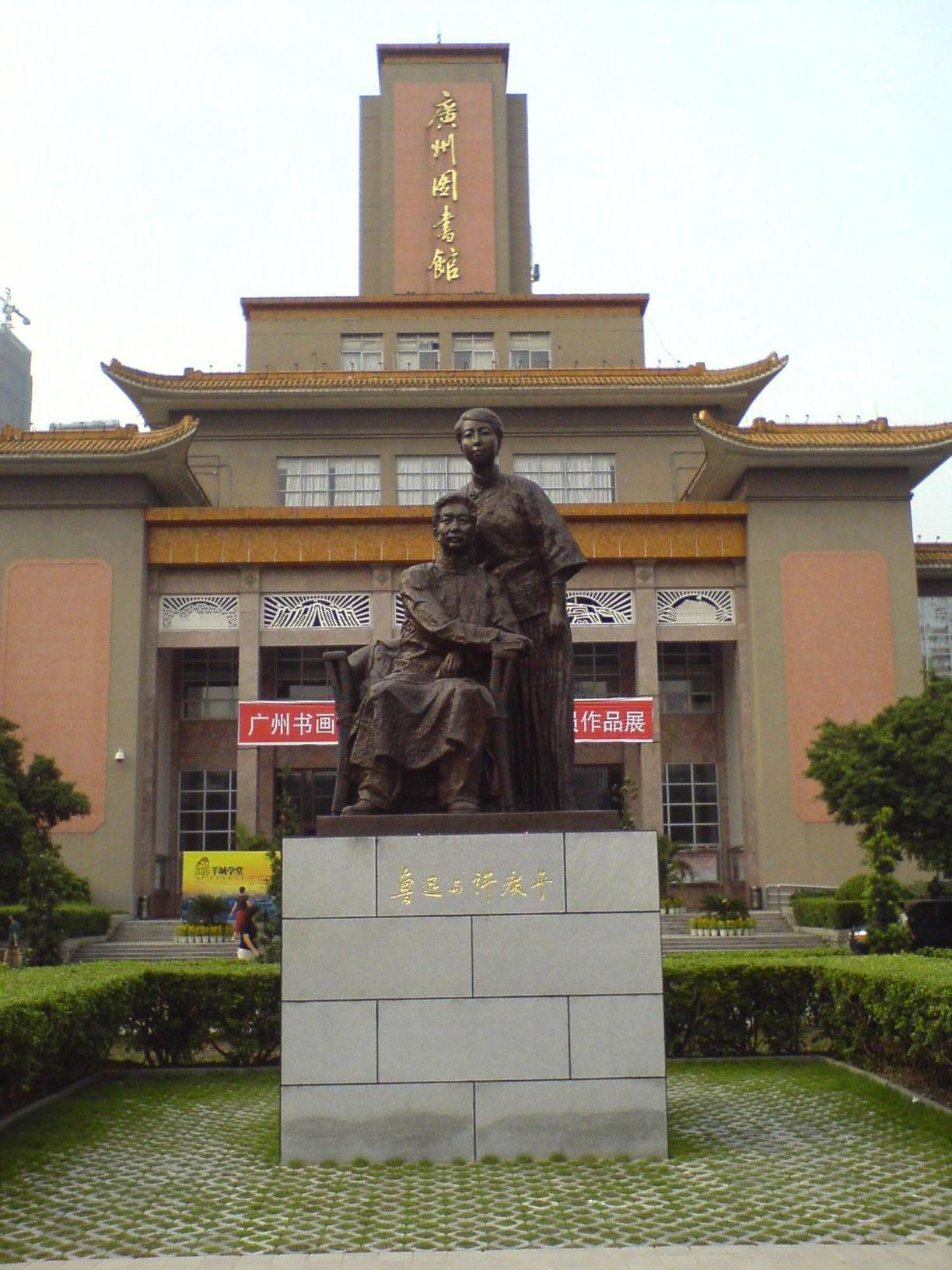
중화인민공화국 광둥 성 광저우에 있는 루쉰·쉬광핑 동상

쉬광핑(許廣平, 许广平, 1898년 2월 12일 ~ 1968년 3월 3일)은 중화인민공화국의 여성 공산주의 혁명가, 정치가이다. 필명(筆名)은 쉬징쑹(許景宋), 쉬샤(許霞)이다. 청나라 광둥성 광저우 부 판위 구역에서 출생하였으며 지난날 한때 청나라 광둥성 산터우 부 청하이 구역에서 잠시 유아기를 보낸 적이 있다.

## 생애
쉬광핑은 중국 공산당이 창설한 중국 좌익 작가 연맹의 지도자, 문학 평론가, 프로 문학 혁명가, 문필가로 활동한 루쉰(魯迅)의 제자이며, 그의 두 번째 부인으로서 1926년 상하이에서 루쉰과 결혼하였다. 1932년에는 작가로 첫 입문하였고 1936년에는 루쉰이 마오쩌둥의 중화소비에트공화국과 옌안 중국 공산당의 마르크스-레닌주의 혁명에 투신하던 중에 사망하면서 그와 사별하였다. 1949년 중국 본토에 중화인민공화국 정부가 성립하는 데 참여하여 중국공산당 민주촉진회 부주석, 부녀연합 부주석, 문련 부주석, 중국공산당 인민정치협상회의 상임위원, 중국공산당 전국인민대표대회 상임위원 등 고위직에서 프로 문학 혁명가 루쉰의 유지를 받들면서 마오둔, 궈모뤄 등과 함께 중국 공산당의 지도자 마오쩌둥, 저우언라이, 주더 등의 문학 공작을 지도하였다. 항미원조 운동, 티베트, 신장 위구르, 삼반오반운동 등을 포함하여 중국 전국 각 지역에서 마르크스-레닌주의와 마오쩌둥주의 문예 노선을 선전하는 여성 간부로 활동하였으며 소비에트 연방, 동독 등지를 직접 방문하기도 했다. 중국 공산당 정부 초기, 항미원조 운동, 반우파운동의 기간에는 당시 탄압을 받은 중국민주동맹에 대한 조사조 인원으로 가담하여 당시 중화인민공화국 내 친한파(親韓派) 정치가로 활동한 장둥쑨(전 칭화 대학 정치인, 교육자, 1947년 4월 5일에는 탕융퉁 초청으로 국립 베이징 대학에서 철학 특강 교수 역임)을 비롯하여, 뤄룽지, 펑원잉 등의 중국 내 사회주의 민주계 인사들을 중국의 정치권에서 제거하는 데 가담하기도 하였다. 중조 우호 협력 상호 원조 조약이 체결된 해인 1961년 6월 6일을 기해서는 마오쩌둥, 저우언라이가 직접 나서 입당을 비준하고 공표한 중국의 공산주의자로 중국 공산당의 여성 당원 간부로서도 활동하였다. 문화 대혁명이 시작된 이후에는 사별한 전 남편이자, 프롤레타리아주의 문예 혁명가였던 루쉰의 각 저술과 서신의 친필 원본을 호신의 용도로 요구하는 홍위병들의 간섭에 직면하기도 하였으며, 전 남편 루쉰으로 인하여 갖가지로 고초를 겪는 중국 공산당 치하의 지식분자들과 중공의 동료 정치가들을 지켜보면서 베이징에서 지병으로 사망하였다.

## 가족 및 친척 관계
- 남편: 루쉰(魯迅, 1881년 9월 25일 ~ 1936년 10월 19일, 중국의 작가. 前 중국 베이징 대학 교수.)
- 아들: 저우하이잉(周海婴, 1929년 9월 27일 ~ 2011년 4월 7일, 前 중국공산당 전국인민정치협상회의 상임위원.)
- 시동생: 저우쭤런(周作人, 1885년 1월 16일 ~ 1967년 5월 6일, 중국의 작가. 前 중화인민공화국 베이징 대학 명예교수.)
- 시동생: 저우젠런(周建人, 1888년 11월 12일 ~ 1984년 7월 29일, 前 중화인민공화국 저장성 성장.)
- 친정 할아버지: 쉬잉쭝(許應騤, 1830년 2월 ~ 1903년 7월 22일, 중국 청나라 왕조의 관료.)
- 친정 사촌 오빠: 쉬충하오(許崇灝, 1881년 출생 ~ 1957년 사워원회 원원회  중화인민공화국의 정치인. 前 중화인민공화국 상하이 문예사박물관 고문.)
- 친정 사촌 오빠: 쉬충즈(許崇智, 1886년 10월 26일 ~ 1965년 1월 25일, 중화민국의 군인, 정치인. 前 중국국민당 최고위원.)
- 친정 조카손자: 쉬사오슝(許紹雄, 1948년 1월 2일 홍콩 출생. 중화인민공화국 홍콩 특별행정구의 영화배우.)

## 작품 목록
1. 《공원과 소년》《신보》에 실린 백화문 시론 형식의 글, 내용상 5.4이후 베이징 시기 초기의 쉬광핑의 관심사를 보여줌.
2. 《동행자》발간 당시 필명“平林”을 사용, 루쉰이 편집한 《국민신보(国民新报)》의 부록으로 실림.
3. 《야기》 루쉰의 1934년부터 1936년까지의 잡문 13편을 정리하여 발간한 것.
4. <여성의 입장에서 '신여성'을 이야기함> 가정주부로서 쉬광핑이 느낀 회한을 가장 직접적으로 밝힘. 루쉰의 반대 때문에 살림살이와 보조역에 매몰되면서 느낀 비애감을 토로하며 일반적인 여성의 문제로 일반화함. 여성이 가정에 매몰된 것은 사회 전체의 문제이므로 사회가 해결해야 한다는 주장
5. 《조난전후(遭难前后)》 1941년 쉬광핑이 일본 헌병에게 잡혀가 고문을 당한 일을 바탕으로 쓴 책.

1. ↑  틀:중국학위키백과인용